# Battaglia di locus Castorum
La battaglia di locus Castorum fu uno scontro avvenuto nel 69 durante l'anno dei quattro imperatori fra le forze di Cecina Alieno, luogotenente di Vitellio e quelle di Svetonio Paolino e Mario Celso, dalla parte di Otone. Ciò avvenne a 12 miglia da Cremona, in un luogo detto "di Castore" (in latino "locus Castorum" secondo Publio Cornelio Tacito o "Ad Castoris" secondo Plutarco e Svetonio), dove doveva esserci stato un tempietto dedicato a Castore e Polluce.
La presenza della legio I Adiutrix, descritta da Tacito, può essere un errore dello stesso, in quanto in seguito, in occasione della prima battaglia di Bedriaco, specifica che quest'ultima era la sua prima battaglia, e lo stesso specificò Plutarco.

## Battaglia
Cecina, partito dalla Germania con 30 000 uomini, il cui nucleo centrale era costituito dalla legio XXI Rapax, e giunto in Italia, era angustiato di aver perso l'Assedio di Piacenza e dall'arrivo imminente di Fabio Valente, suo alleato, senza essersi distinto per una qualche vittoria, quindi si affrettò a guadagnarsi la sua parte d'onore.
Giunto nel luogo ad Castores, posizionò nei boschetti sovrastanti la via gli ausiliari più animosi ed ordinò alla cavalleria di provocare battaglia a Celso e Paolino, poco distanti, per poi fuggire indietro volontariamente ed attirare gli inseguitori nell'imboscata. Informati del piano ordito, Celso e Paolino si prepararono alla battaglia. Presso la strada che conduceva all'imboscata di Cecina, posizionarono sul lato sinistro un reparto della legio XIII, quattro coorti di fanteria e 500 cavalieri ausiliari, sul lato destro la legio I Adiutrix con due coorti ausiliarie ed altri 500 cavalieri. Al centro, sulla via, erano stanziate tre colonne in file serrate di pretoriani, mentre dietro stavano mille cavalieri tratti dalla guardia pretoriana e dagli ausiliari come rinforzo. Celso assunse il comando della cavalleria, Paolino della fanteria.
La cavalleria di Cecina provocò il nemico a battaglia, e subito si ritirò, Celso li inseguì, per poi trattenerli nei pressi della trappola. Gli ausiliari Vitelliani sbalzarono fuori inconsultamente e, poiché Celso avanzava a poco a poco, lo inseguirono fino a cadere loro stessi nella morsa dell'esercito di Celso e Paolino. Si trovarono infatti di fronte la legione, ai fianchi gli ausiliari ed alle spalle la cavalleria che li aveva circondati con una veloce manovra.
Paolino però non diede subito il segnale di attacco, preferendo misure ponderate rispetto a successi fortuiti e fece riempire i canali di irrigazione che avrebbero potuto essere d'ostacolo ai movimenti delle truppe, fece ripulire la piana dove si trovavano e fece spiegare la linea di combattimento. Grazie a questo indugio i Vitelliani riuscirono a svignarsela nei vigneti ed a rifugiarsi in un piccolo bosco nelle vicinanze. Da qui, inseguendoli la cavalleria pretoriana, sortirono ed uccisero i cavalieri che giunsero prima, fra i quali venne ferito il principe Epifane figlio di Antioco IV di Commagene. Giunse quindi la fanteria otoniana in supporto, e mise in fuga non solo gli ausiliari vitelliani usciti dall'accerchiamento, ma anche i nemici giunti in loro aiuto, poiché i rinforzi, insicuri nella loro inferiorità numerica, venivano trascinati via dai fuggitivi davanti a loro. La loro debolezza non era dovuta al numero inferiore degli armati di Cecina, ma dalla decisione di quest'ultimo di non far avanzare le coorti tutte assieme ma una per volta, aumentando così la confusione nel combattimento.
Nell'accampamento intanto era nata una rivolta contro il praefectus castrorum Giulio Grato, accusato di tradimento e di accordo con il fratello, il tribuno Giulio Frontone, che militava fra gli Otoniani. Frontone tuttavia, dopo esser stato destituito dal rango di tribunus cohortis vigilum da Galba e riavuto da Otone questo ruolo, fu sospettato e messo in catene proprio perché suo fratello militava presso i vitelliani. Giulio Grato fu catturato, e nell'accampamento e nei dintorni tale fu la confusione che a giudizio di tutti si sarebbe potuto sconfiggere Cecina e l'intero esercito se Svetonio Paolino non avesse fatto suonare a raccolta. Paolino giudicò questo un atto di prudenza, poiché i soldati di Vitellio, uscendo freschi dal campo, avrebbero potuto annientare i suoi soldati stanchi dalla lunga marcia. Tale giustificazione fu approvata da pochi, mentre la massa lo giudicava in modo ostile.

## Conseguenze
Questa sconfitta, più che intimorire i vitelliani, li ricondusse alla disciplina. Sia i soldati di Cecina, che attribuiva la colpa della sconfitta ai soldati rivoltosi ed indisciplinati, sia quelli di Fabio Valente, ormai a Pavia. Si smise di disprezzare il nemico e, nella speranza di riconquistare l'onore, ci si sottomise volontariamente ai comandanti.